# لبخة (مرات)
لبخة، هي قرية من فئة (أ) تقع في محافظة مرات، والتابعة لمنطقة الرياض في السعودية. وتبعد لبخة عن محافظة مرات بمسافة تقارب (105) كم.